# Етнопсихофармакологія
Зростаюча кількість досліджень почала висвітлювати відмінності в тому, як расові та етнічні групи реагують на психіатричні ліки.
Розуміння зв’язку між психічним здоров’ям і культурними зв’язками є ключовим для того, щоб краще зрозуміти, як працює мозок людей різних етнічних і культурних груп. Психічне здоров’я можна віднести як до функції мозку, так і до факторів навколишнього середовища, які можуть мати фізіологічний вплив.
Було зазначено, що існують «драматичні міжетнічні та міжнаціональні варіації в методах дозування та профілях побічних ефектів у відповідь на практично всі класи психотропів».

## Епідеміологія
Важливо коротко зрозуміти епідеміологію, оскільки вона може бути пов'язана з етнопсихофармакологією. Вивчення того, як культура впливає на шляхи поширення хвороби, є важливим для повного розуміння расових відмінностей, які впливають на використання та сприйняття західних ліків.

## Відмінності в метаболізмі ліків
Метаболізм ліків контролюється певними ферментами, активність яких може значно відрізнятися між людьми. Наприклад, більшість людей мають нормальну активність ферменту ізоферменту IID6, який бере участь у метаболізмі багатьох трициклічних антидепресантів та антипсихотичних препаратів. Однак дослідження показали, що приблизно одна третина американців азійського та афроамериканського походження мають генетичні варіації, які знижують активність цього ферменту. Це може призводити до повільнішого метаболізму ліків, підвищуючи ризик побічних ефектів та токсичності.  Фермент CYP2D6, важливий для того, як печінка очищає організм від багатьох ліків, сильно відрізняється в різних людей у спосіб, який може бути етнічно специфічним. Хоча на активність ферменту впливає генетично, на неї також можуть впливати культурні та екологічні фактори, такі як дієта, вживання інших ліків, алкоголь і хворобливі стани.

## Відмінності у фармакодинаміці
Якщо дві особи мають однаковий рівень препарату в крові, все одно можуть існувати відмінності в тому, як організм реагує через фармакодинамічні відмінності; на фармакодинамічні реакції також можуть впливати расові та культурні фактори.
На додаток до біології та навколишнього середовища, культурно зумовлене ставлення до хвороби може впливати на реакцію людини на психіатричні ліки.

## Культурні фактори
Окрім біології та навколишнього середовища, культурно зумовлене ставлення до хвороби та її лікування може впливати на реакцію людини на психіатричні ліки. Деякі культури розглядають страждання та хвороби як неминучі та не піддаються лікуванню тоді як інші лікують симптоми поліпрагмазією, часто змішуючи ліки з рослинними препаратами. Культурні відмінності можуть впливати на дотримання режиму прийому ліків, а також впливати на ефект плацебо.
Крім того, те, як людина виражає та реагує на симптоми психіатричного захворювання, а також культурні очікування лікаря можуть вплинути на діагноз, який отримує пацієнт. Наприклад, у кольорових людей біполярний розлад часто помилково діагностують як шизофренію.

## Рекомендації до науково-практичної роботи
Різна реакція багатьох етнічних меншин на певні психіатричні препарати викликає важливе занепокоєння як для досліджень, так і для практики.
Включати етнічні групи. У більшості досліджень психіатричних препаратів брали участь білі чоловіки. Оскільки всередині расових і етнічних груп часто існує більша різниця, ніж між ними, дослідники повинні бути впевнені, що вони обирають прототипних представників цих груп або використовують більшу випадкову вибірку.
Крім того, тому що широкі расові та етнічні групи мають багато різних підгруп. Наприклад, у північноамериканських дослідженнях може бути недостатньо охарактеризувати людей як азіатів, латиноамериканців, індіанців чи афроамериканців. Навіть у межах однієї етнічної групи немає надійних засобів визначення важливих культурних відмінностей.
«Починайте з низького і йдіть повільно». Особи, які отримують вищі дози психіатричних препаратів, ніж це необхідно, можуть припинити лікування через побічні ефекти або у них може розвинутися рівень токсичності, що призведе до серйозних ускладнень. Розумний підхід до призначення ліків будь-якому психіатричному пацієнту, незалежно від раси чи культури, полягає в тому, щоб «почати з низького і йти повільно».
Одного дня може знадобитися простий аналіз крові, щоб передбачити, як людина відреагує на певний клас ліків; дослідження в цих галузях належать до сфери фармакогеноміки та фармакометаболоміки.

## Зовнішні посилання
- Культура та етнічна приналежність, Національний інформаційний центр психічного здоров'я